# Парогенератор
Парогенера́тор — теплообменный аппарат для производства водяного пара с давлением выше атмосферного за счёт теплоты первичного теплоносителя, поступающего из ядерного реактора.
Ранее термин «парогенератор» применялся также для названия паровых котлов, однако, после появления атомных электростанций, современное значение стало вытеснять первоначальное. Современными стандартами называть паровые котлы парогенераторами не допускается. Также в некоторых областях знаний под термином могут понимать электрокотлы и котлы-утилизаторы.
Парогенераторы применяются на двух- и трёхконтурных АЭС. На одноконтурных их роль играет сам ядерный реактор. Парогенераторы, наряду с конденсаторами турбины и промежуточными теплообменниками (при трёхконтурной схеме), являются основными теплообменниками АЭС, от характеристик которых существенно зависят КПД и экономические характеристики станции.

## Парогенератор на АЭС
На большинстве атомных электростанций используется типовая схема преобразования атомной энергии в электричество: ядерные реакции греют теплоноситель (чаще всего воду). Горячая вода из реактора прокачивается насосами через парогенератор, где отдает часть тепла, и снова возвращается в реактор. Поскольку эта вода находится под большим давлением, она остаётся в жидком состоянии(в современных реакторах типа ВВЭР около 160 атмосфер при температуре ~330 °C). В парогенераторе это тепло передается воде второго контура, которая находится под гораздо меньшим давлением (половина давления первого контура и менее), поэтому закипает. Образовавшийся пар поступает на паровую турбину, вращающую электрогенератор, а затем в конденсатор, где пар охлаждают, он конденсируется и снова поступает в парогенератор. Конденсатор охлаждают водой из внешнего открытого источника воды (например, пруда-охладителя).
И первый и второй контур замкнуты, что снижает вероятность утечки радиации. Размеры конструкций первого контура минимизированы, что также снижает радиационные риски. Паровая турбина и конденсатор не взаимодействуют с водой первого контура, что облегчает ремонт и уменьшает количество радиоактивных отходов при демонтаже станции.
Типовой парогенератор состоит из тысяч трубок, по которым прокачивается теплоноситель первого контура. Трубки погружены в теплоноситель второго контура. Понятно, что за время длительной (десятки лет) службы станции в трубках могут развиться дефекты. Это может привести к утечке теплоносителя первого контура во второй. Поэтому при плановых остановках реактора состояние теплообменных трубок контролируют и перекрывают (глушат) дефектные. В редких случаях приходится менять парогенератор целиком, но обычно срок службы парогенератора равен сроку службы реактора.

## Классификация и принцип действия
Парогенератор представляет собой рекуперативный теплообменный аппарат, в котором тепловая энергия передаётся от теплоносителя первого контура к рабочему телу второго контура через поверхность теплообмена и таким образом генерируется пар, питающий турбину. При трёхконтурной схеме (реактор на быстрых нейтронах) имеются также промежуточные теплообменники. Тепло через них передаётся от первого контура во второй (оба жидкометаллические), а в парогенераторах происходит передача тепла от второго контура в третий, водяной.
В состав парогенератора могут входить различные элементы: экономайзер, испаритель, пароперегреватель, промежуточный пароперегреватель (промперегрев также может осуществляться в специальных теплообменниках, не входящих в состав парогенератора).
Парогенераторы классифицируются:
- по виду первичного теплоносителя — с водным, жидкометаллическим, газовым и др.;
- по организации движения рабочего тела в испарителе — с многократной естественной циркуляцией, с многократной принудительной циркуляцией, прямоточные;
- по наличию корпуса (кожуха), в котором располагается теплообменная поверхность — корпусные (кожухо-трубные) и типа «труба в трубе»;
- по количеству корпусов (корпусные) — однокорпусные, многокорпусные (отдельные элементы имеют собственные корпуса), секционные (разделены на несколько секций, имеющих общие системы регулирования расхода теплоносителя и рабочего тела), секционно-модульные (секции состоят из отдельных модулей, в которых располагаются различные элементы);
- по особенностям компоновки — горизонтальные (советское и российское направление развития) и вертикальные (западное).

## Автоматическое регулирование парогенераторов
Задачей системы автоматического регулирования парогенератора является обеспечение требуемой нагрузки, постоянство параметров перегретого пара и наиболее экономичное сжигание топлива. Проблемой регулирования является зависимость различных параметров друг от друга. Так, изменение расхода питательной воды влияет на производительность агрегата, давление и температуру пара. Основным параметром регулирования является температура перегретого пара, поскольку на неё влияет изменение большинства параметров. Так, парогенератор представляет собой сложный объект регулирования, с многими взаимосвязанными параметрами, поэтому автоматическое регулирование занимает важное место для нормальной работы парогенератора.

### Технологические защиты парогенераторов
При нарушении нормального режима работы парогенератора происходит отклонение регулируемой величины от заданных. Во избежание аварийных ситуаций в работе парогенератора необходимо иметь значение, при котором будет срабатывать защита. Такие значения называют уставкой срабатывания. Сигналы защиты обычно бывают звуковыми или/и световыми, отображающиеся на щите управления.

### Классификация защитных устройств
Защитные устройства, используемые в системах защиты парогенератора, бывают следующими:
- Импульсно-предохранительное устройство (обычно используется при повышении давления пара сверх допустимого).
- Автомат типа АЗК-4 (используется для останова парогенератора при погашении факела или для включения форсунок во время потускнения пылевого факела в топке)